# 11th Armored Division (Vereinigte Staaten)
Die 11th Armored Division (deutsch 11. US-Panzerdivision) war eine Panzerdivision der US Army im Zweiten Weltkrieg. Sie wurde am 15. August 1942 in Fort Polk in Louisiana aktiviert und rückte am 24. Juni 1943 zur Teilnahme an den Louisiana Maneuvers aus. Anschließend am 5. September 1943 nach Camp Barkeley in Texas verlegt, nahm die Division beginnend am 29. Oktober 1943 an den California Maneuvers teil und kam am 11. Februar 1944 im Camp Cooke in Kalifornien an. Die Division war vom 16. bis 29. September 1944 im Camp Kilmer in New Jersey, bevor sie ab dem 29. September 1944 vom New Yorker Hafen nach England transportiert wurde, wo sie am 11. Oktober 1944 ankam.
Die 11. US-Panzerdivision landete am 16. Dezember 1944 in Frankreich, kam am 29. Dezember 1944 nach Belgien und marschierte am 5. März 1945 in Deutschland ein. Die Division wurde im August 1945 deaktiviert.

## Geschichte
Die Division wurde am 15. August 1942 aktiviert. Sie erreichte England am 11. Oktober 1944 und bereitete sich in einem zweimonatigen Training auf der Salisbury Plain auf ihren Einsatz vor. Die Division landete am 16. Dezember 1944 in der Normandie, ursprünglich dazu bestimmt, die eingeschlossenen deutschen Kräfte während der Belagerung von Lorient unter Kontrolle zu halten. Aufgrund der deutschen Ardennenoffensive kam es jedoch zu einem Gewaltmarsch zur Maas und zur Verteidigung eines Sektors von 30 Meilen von Givet bis Sedan am 23. Dezember 1944. Am 30. Dezember 1944 begann die 11. US-Panzerdivision einen Angriff auf Neufchâteau in Belgien, wobei die Straße nach Bastogne gegen heftige Angriffe verteidigt wurde. Nach einem Augenzeugenbericht von John Fague von der B-Kompanie, 21. Gepanzertes Infanteriebataillon der 11. US-Panzerdivision, wurden beim Massaker von Chenogne am 1. Januar 1945 – gemäß einem Befehl „keine Gefangenen“ – deutsche Kriegsgefangene von amerikanischen Soldaten bei Chenogne erschossen.
Die Division agierte als Speerspitze bei einem Angriffskeil in die gegnerische Linie und nahm am 16. Januar 1945 in Houffalize Verbindung mit der 1. US-Armee auf. Nach dem Ende der Ardennenoffensive wurde der Westwall durchbrochen. Lützkampen fiel am 7. Februar 1945, Großkampenberg am 17. Februar 1945 und der Schlüsselpunkt Roscheid am 20. Februar 1945.
Nach kurzer Ruhe überquerte die Division die Prüm und die Kyll und nahm Gerolstein und Niederbettingen gegen heftigen Widerstand ein. Andernach und Brohl fielen am 9. März 1945 in der Vorwärtsbewegung zum Rhein. In der Bewegung nach Süden zur Säuberung des Saar-Mosel-Rhein-Kessels wurde die Mosel bei Bullay überquert und der Flugplatz Worms am 21. März 1945 eingenommen.

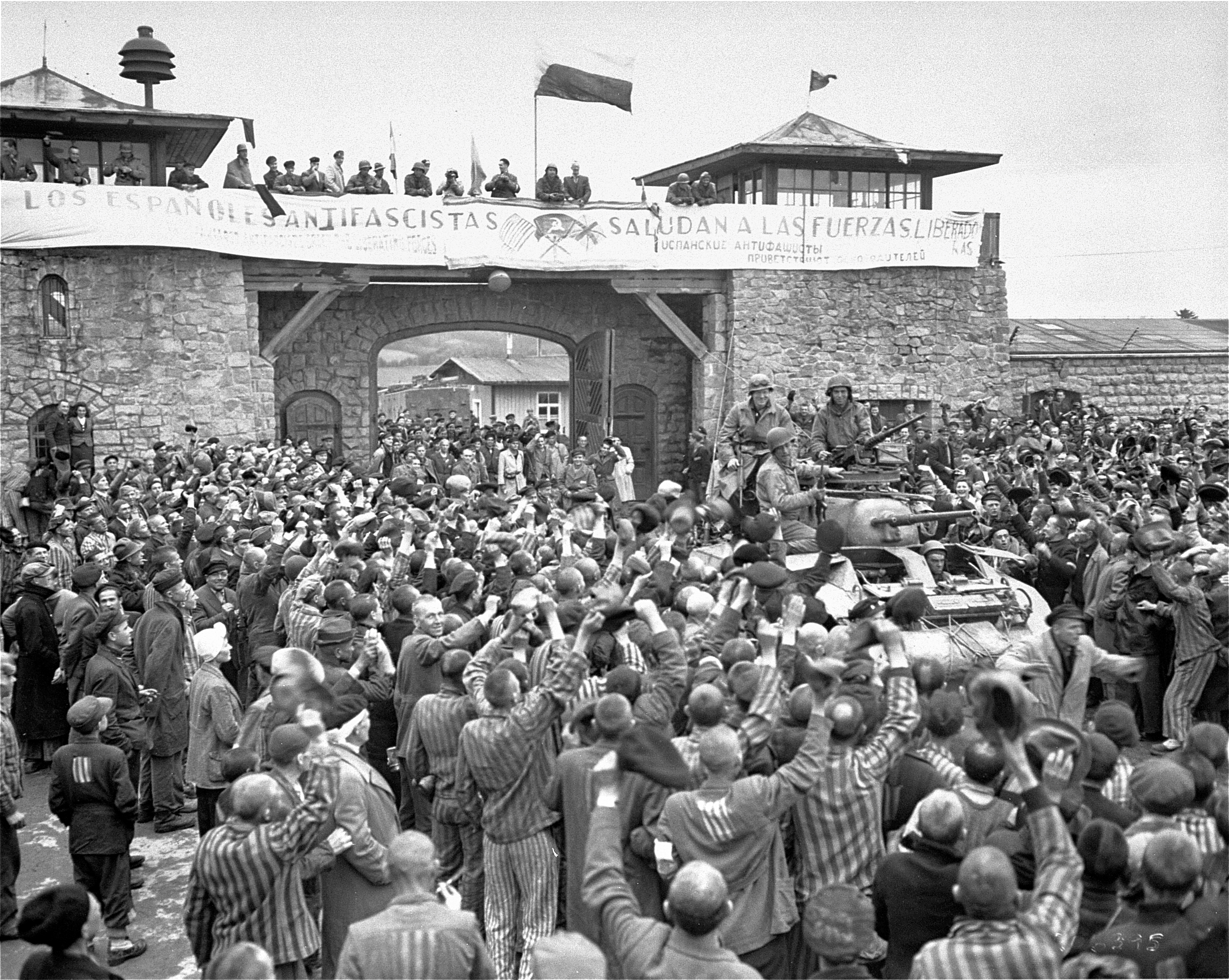
Panzer der Division im befreiten KZ Mauthausen am 6. Mai 1945

Nach Rast und Instandsetzung überquerte die Division den Rhein bei Oppenheim, nahm Hanau und Fulda ein und stieß zum Thüringer Wald vor, wo sie Oberhof am 3. April 1945 erreichte. Die Offensive ging weiter durch Bayern. Coburg fiel am 10., Bayreuth am 14. April 1945.
Schließlich überquerte die Division am 24. April 1945 den Regen, überrannte Grafenau und Freyung und stieß vor zur Donau, wobei Rohrbach in Oberösterreich, Neufelden, und Zwettl eingenommen wurden. Letzter erbitterter feindlicher Widerstand ergab sich beim Vorstoß auf Linz, doch die Division rückte am 5. Mai 1945 in die Stadt ein. Einige Einheiten nahmen bei ihrem weiteren Vordringen am 8. Mai 1945 als erste der 3. US-Armee Kontakt zu sowjetischen Truppen auf.
Am 5. Mai 1945 befreiten Teile der 11. US-Panzerdivision das Konzentrationslager Mauthausen.
Nach dem offiziellen Kriegsende in Europa am 9. Mai 1945 wurde die Division als Besatzungstruppe bis zu ihrer Deaktivierung am 31. August 1945 eingesetzt.

## Kommandeure
| Generalmajor Edward H. Brooks     | August 1942 bis März 1944         |
| Brigadegeneral Charles S. Kilburn | März 1944 bis März 1945           |
| Generalmajor Holmes E. Dager      | 21. März 1945 bis 31. August 1945 |